# Односи Југославије и Уганде
Односи Југославије и Уганде су били историјски спољни односи између Уганде и СФР Југославије. Формални дипломатски односи између две земље успостављени су 1963. године. Обе земље су биле чланице Покрета несврстаних и развијале су своје односе у оквиру Хладног рата и Трећег света. Прва званична државна посета између Уганде и Југославије догодила се 1965. године када је премијер Уганде Милтон Оботе посетио Југославију. Председник Југославије Јосип Броз Тито узвратио је државном посетом Уганди 20. фебруара 1970. године. Председник Уганде Иди Амин посетио је Југославију између 20-22. априла 1976. године.
На састанку са председницом Скупштине Србије Мајом Гојковић у фебруару 2019. председник Уганде Јовери Мусевени је рекао да му је, иако је његова земља жељна сарадње, истовремено „веома жао због онога што се догодило у бившој Југославији" реферишући се на процес насилног распада током Југословенских ратова.

## Историја
Југословенске организације су одржавале блиске односе са ослободилачким покретом Уганде пре независности Протектората Уганде. Односи су пре свега били успостављени са Националним конгресом Уганде (УНЦ) и касније са Народним конгресом Уганде (УПЦ).
Након стицања независности две земље су развиле економску и културну сарадњу. Истакнути пример југословенске изградње у Уганди укључује нову зграду главног терминала из 1970-их на Међународном аеродрому Ентебе и Међународни конференцијски центар у хотелу „Серена” у Кампали.